# Che c'entriamo noi con la rivoluzione?
Che c'entriamo noi con la rivoluzione? è un film del 1972 diretto da Sergio Corbucci.

## Trama
Guido Guidi, capocomico di una compagnia di guitti, in tournée in Messico, fa amicizia con un prete, segretario di un cardinale in missione, ed entrambi si fanno coinvolgere dalla rivoluzione.
La trama della pellicola si pone chiaramente sulla scia di Giù la testa di Sergio Leone, ma il risultato è un forte epigonismo.